# Kingdom Come (álbum de Sir Lord Baltimore )
Kingdom Come es el álbum debut del grupo de rock estadounidense Sir Lord Baltimore, lanzado por Mercury Records en diciembre de 1970.
La formación estuvo compuesta por John Garner en la batería y el canto, Louis Dambra en la guitarra y Gary Justin en el bajo, alcanzó el puesto N.º 198 del Billboard 200 y es considerado junto con su disco sucesor como uno de los primeros ejemplares del heavy metal de la historia.
La portada fue obra del artista gráfico Doug Taylor y su producción estuvo a cargo de Dee Anthony, un experimentado productor ejecutivo quien trabajó con artistas como Jerry Vale, Tony Bennett, Peter Frampton, Humble Pie, Jethro Tull y muchos más, así como de Mike Appel (futuro mánager de Bruce Springsteen) y Eddie Kramer, conocido por su trabajo con bandas como Jimi Hendrix Experience, The Beatles, The Rolling Stones, Kiss, Led Zeppelin, David Bowie y Curtis Mayfield.

## Listado de canciones

### Lado A
| N.º   | Título                    | Escritor(es)                           | Duración |  |
| 1.    | «Master Heartache»        | Louis Dambra, Mike Appel, Jim Cretecos | 4:35     |  |
| 2.    | «Hard Rain Fallin'»       | Louis Dambra, Mike Appel, Jim Cretecos | 2:55     |  |
| 3.    | «Lady of Fire»            | Louis Dambra, Mike Appel, Jim Cretecos | 2:50     |  |
| 4.    | «Lake Isle of Innersfree» | Mike Appel, Jim Cretecos               | 4:03     |  |
| 5.    | «Pumped Up»               | Louis Dambra, Mike Appel, Jim Cretecos | 4:03     |  |
| 18:26 |                           |                                        |          |  |

### Lado B
| N.º   | Título                       | Escritor(es)                           | Duración |  |
| 6.    | «Kingdom Come»               | Louis Dambra, Mike Appel, Jim Cretecos | 6:40     |  |
| 7.    | «I Got a Woman»              | Louis Dambra, Mike Appel, Jim Cretecos | 3:00     |  |
| 8.    | «Hell Hound»                 | Louis Dambra, Mike Appel, Jim Cretecos | 3:17     |  |
| 9.    | «Helium Head (I Got a Love)» | Louis Dambra, Mike Appel, Jim Cretecos | 4:00     |  |
| 10.   | «Ain't Got Hung on You»      | Louis Dambra, Mike Appel, Jim Cretecos | 2:20     |  |
| 19:17 |                              |                                        |          |  |

## Personal
- John Garner – Batería, voz
- Louis Dambra – Guitarra eléctrica
- Gary Justin – Bajo eléctrico

## Otros créditos
Arte y diseño
- Des Strobel - Director de arte
- Doug Taylor - Diseño de portada
- Wm. Falkenburg - Diseño
- Joe Sia - Fotografía